# Caresses à domicile
Pour plus de détails, voir Fiche technique et Distribution.
Caresses à domicile ( A.A.A. Massaggiatrice bella presenza offresi...) est un giallo italien écrit et réalisé par Demofilo Fidani, sorti en 1972.

## Synopsis
Une jeune bourgeoise de 17 ans, Cristina, décide de s'émanciper du confort familial de ses parents aisés. Après une discussion avec sa mère, elle quitte la province, sans l'accord de son père, pour s'installer dans un quartier de Rome, au domicile d'une amie, Paola. Afin de gagner un peu d'argent, elle répond à une annonce dans un journal pour travailler en tant que masseuse à domicile. Elle couche avec son premier client qui lui conseille de continuer dans cette voie. Une petite frappe, Oskar, la prend sous son aile et devient son souteneur. Ce dernier lui dévoile son carnet d'adresses bien rempli avec les noms de certains notables de la capitale friands de femmes comme Cristina : jeunes, jolies et douées pour certaines choses. Elle accepte de travailler pour lui pour gagner facilement de l'argent plutôt que de passer des annonces dans les journaux. Devenue escort-girl, Cristina prend du plaisir avec ses clients, dont un professeur d'université raffiné, D'Angelo, qui la paie bien mais elle est obligée de partager ses gains avec Oskar. Jusqu'au jour où son petit ami, Marco, vient la harceler et que celui de Paolo lui fait du rentre-dedans. Tandis que son père violent lui demande de rentrer à la maison. Mais sa vie est bouleversée lorsque la police retrouve le cadavre de D'Angelo dans son appartement. Peu de temps après avoir couché avec Cristina, il a été égorgé. Un énigmatique meurtrier assassine tous ses clients un par un avec une lame de rasoir...

## Fiche technique
- Titre original : A.A.A. Massaggiatrice bella presenza offresi...
- Titre français : Caresses à domicile
- Réalisation, scénario et production : Demofilo Fidani
- Montage : Piera Bruni et Gianfranco Simoncelli
- Musique : Lallo Gori
- Photographie : Aldo Giordani
- Société de production : Tarquinia Internazionale Cinematografica
- Société de distribution : Indipendenti Regionali
- Pays d'origine :  Italie
- Langue originale : italien
- Format : couleur
- Genre : giallo
- Durée : 90 minutes
- Dates de sortie : 
  -  Italie : 28 juillet 1972
  -  France : 13 décembre 1972

## Distribution
- Paola Senatore : Cristina Graziani
- Simonetta Vitelli (créditée comme Simone Blondel) : Paola
- Jerry Colman : Franco
- Raffaele Curi : Marco
- Carlo Gentili : Santino
- Ettore Manni : le commissaire de police
- Jack Betts (crédité comme Hunt Powers) : Enrico Graziani
- Giancarlo Prete : le premier client de Cristina
- Franco Ressel : D'Angelo
- Mario Valdemarin (en) : Fabretto
- Howard Ross : Oskar
- Armando Bottin
- Enzo Pulcrano (crédité comme Paul Crain) : l'homme dans le billard
- Giorgio Gravina
- Carla Mancini
- Luciano Conti (crédité comme Lucky McMurray)
- Yvonne Sanson : la mère de Cristina